# Paralimnophila (Paralimnophila) gingera
Paralimnophila (Paralimnophila) gingera is een tweevleugelige uit de familie steltmuggen (Limoniidae). De soort komt voor in het Australaziatisch gebied.